# Groveland (New York)
Pour les articles homonymes, voir Groveland.

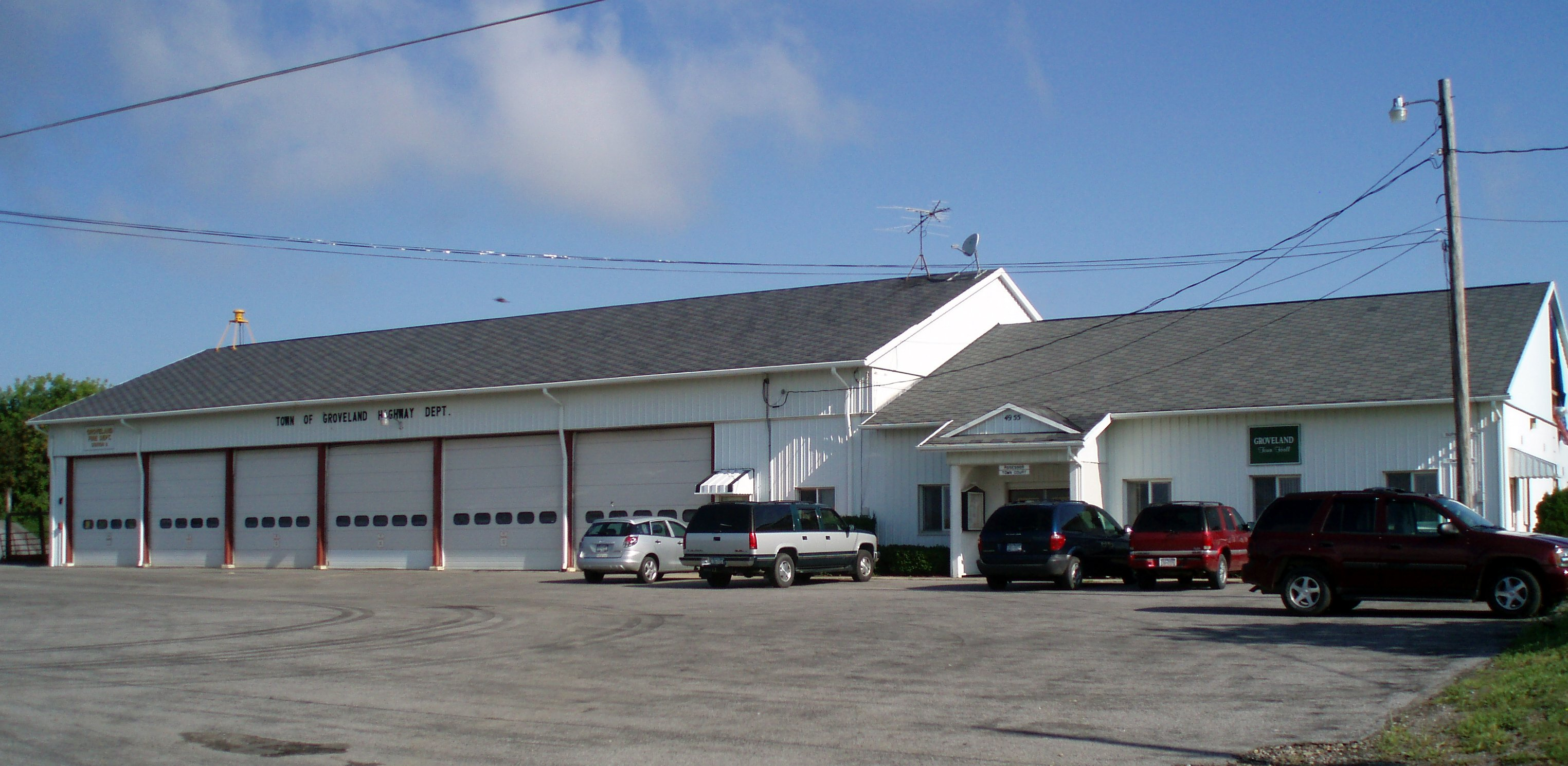
Le Groveland Town Hall.

La ville de Groveland est située dans le comté de Livingston dans l'État de New York. Lors du recensement de 2010, sa population s'élevait à 3 249 habitants.